# Pocahontas (Iowa)
Pocahontas ist eine Kleinstadt (mit dem Status „City“) und Verwaltungssitz des Pocahontas County im US-amerikanischen Bundesstaat Iowa. Im Jahr 2010 hatte Pocahontas 1789 Einwohner, deren Zahl sich bis 2015 auf 1740 verringerte. Das U.S. Census Bureau hat bei der Volkszählung 2020 eine Einwohnerzahl von 1.867 ermittelt.

## Geografie
Pocahontas liegt im mittleren Nordwesten Iowas am Lizard Creek, der über den Des Moines River zum Stromgebiet des Mississippi gehört.
Die am Missouri gelegenen Schnittpunkte der Bundesstaaten Iowa, South Dakota und Minnesota sowie der Staaten Iowa, South Dakota und Nebraska liegen 237 km nordwestlich sowie 166 km westsüdwestlich von Pocahontas.
Die geografischen Koordinaten von Pocahontas sind 42° 44′ 08″ nördlicher Breite und 94° 40′ 09″ westlicher Länge. Die Stadt erstreckt sich über eine Fläche von 5,23 km² und ist die größte Ortschaft innerhalb der Center Township.
Nachbarorte von Pocahontas sind Havelock (13,8 km nördlich), Rolfe (20,8 km nordöstlich), Gilmore City (18,7 km östlich), Palmer (19,1 km südöstlich), Pomeroy (22,1 km südlich), Varina (27,6 km westsüdwestlich), Albert City (27,5 km westnordwestlich), Ware (13,4 km nordwestlich) und Laurens (25,9 km in der gleichen Richtung).
Die nächstgelegenen größeren Städte sind die Twin Cities in Minnesota (Minneapolis und Saint Paul) (332 km nordnordöstlich), Rochester in Minnesota (309 km nordöstlich), Cedar Rapids (312 km ostsüdöstlich), Iowas Hauptstadt Des Moines (222 km südöstlich), Kansas City in Missouri (450 km südlich), Nebraskas größte Stadt Omaha (257 km südwestlich), Sioux City (161 km südsüdwestlich) und South Dakotas größte Stadt Sioux Falls (266 km nordwestlich).

## Verkehr
Der in West-Ost-Richtung verlaufende Iowa Highway 3 kreuzt im Zentrum von Pocahontas den von Nord nach Süd führenden Iowa Highway 4. Alle weiteren Straßen sind untergeordnete Landstraßen, teils unbefestigte Fahrwege sowie innerörtliche Verbindungsstraßen.
Mit dem Pocahontas Municipal Airport befindet sich im Nordosten des Stadtgebiets kleiner Flugplatz für die Allgemeine Luftfahrt. Die nächsten Verkehrsflughäfen sind der Des Moines International Airport (217 km südöstlich), das Eppley Airfield in Omaha (249 km südwestlich), der Sioux Gateway Airport in Sioux City (175 km westsüdwestlich) und der Sioux Falls Regional Airport (267 km nordwestlich).

## Geschichte
Im Jahr 1870 wurde im genauen geografischen Zentrum des Pocahontas County eine Siedlung angelegt und zuerst Village of Pocahontas Center genannt. Wenige Jahre später wurde der Verwaltungssitz hierher verlegt und ein Justiz- und Verwaltungsgebäude errichtet. Als selbstständige Kommune wurde der Ort 1892 inkorporiert und der erste Bürgermeister gewählt. Der Bau des heutigen Pocahontas County Courthouse erfolgte im Jahr 1923.

## Bevölkerung
Nach der Volkszählung im Jahr 2010 lebten in Pocahontas 1789 Menschen in 852 Haushalten. Die Bevölkerungsdichte betrug 342,1 Einwohner pro Quadratkilometer. In den 852 Haushalten lebten statistisch je 2,04 Personen.
Ethnisch betrachtet setzte sich die Bevölkerung zusammen aus 98,3 Prozent Weißen, 0,3 Prozent Afroamerikanern, 0,1 Prozent amerikanischen Ureinwohnern, 0,1 Prozent Asiaten, 0,1 Prozent Polynesiern und 0,1 aus anderen ethnischen Gruppen; 1,0 Prozent stammten von zwei oder mehr Ethnien ab. Unabhängig von der ethnischen Zugehörigkeit waren 1,3 Prozent der Bevölkerung spanischer oder lateinamerikanischer Abstammung.
19,2 Prozent der Bevölkerung waren unter 18 Jahre alt, 51,6 Prozent waren zwischen 18 und 64 und 29,2 Prozent waren 65 Jahre oder älter. 53,4 Prozent der Bevölkerung waren weiblich.
Das mittlere jährliche Einkommen eines Haushalts lag im Jahr 2015 bei 36.827 USD. Das Pro-Kopf-Einkommen betrug 21.847 USD. 16,5 Prozent der Einwohner lebten unterhalb der Armutsgrenze.